# Убили бы вы толстяка?
«Убили бы вы толстяка? Задача о вагонетке. Что такое хорошо и что такое плохо?» — книга британского учёного и специалиста по моральной философии Дэвида Эдмондса (соавтора книги «Кочерга Витгенштейна»), опубликованная в 2013 году в Princeton University Press. Работа посвящена вопросам этики на примере мысленных экспериментов, в которых читателю предлагается делать моральный выбор. Известным примером подобного этического мысленного эксперимента является проблема вагонетки, который был впервые сформулирован в 1967 году английским философом Филиппой Фут. Название эксперимента и его вариация с толстым человеком было взято Эдмондсом в качестве названия для своей книги.

## Поднимаемые вопросы
Классический мысленный эксперимент с вагонеткой заключается в том, что неуправляемая вагонетка мчится по рельсам, к которым привязаны пятеро человек. У наблюдателя есть возможность перевести стрелку и пустить вагонетку по запасному пути, на котором тоже привязан человек, но только один. Похожий мысленный эксперимент, предложенный Дж. Дж. Томсон, предлагает человеку сделать другой непростой выбор: поезд мчится по направлению к пятерым привязанным к рельсам людям, но на мосту над путями стоит тучный человек; если его столкнуть с моста, то он погибнет, но его тело остановит поезд и привязанные к рельсам останутся живы. По утверждению Эдмондса, почти все считают, что перевод стрелки приемлем и даже нужен, однако во втором случае для большинства столкнуть толстого человека с моста неприемлемо. Задача книги, по словам Эдмонста, — «разобраться, что именно заставляет людей миндальничать с толстяком».
Сам автор считает саму задачу довольно легковесной и даже смешной для такой серьёзной темы как этика:

В определённом смысле задача о вагонетках, будь она проклята, слишком уж смешна, и эта её забавность несовместима с интеллектуальным весом. Она похожа на головоломку, которую можно было бы опубликовать в газете на специальной странице с судоку.